# 21451 Fisher
21451 Fisher (1998 HS23) là một tiểu hành tinh vành đai chính được phát hiện ngày 28 tháng 4 năm 1998 bởi P. G. Comba ở Prescott.